# Cratere Kasim
Kasim è un cratere sulla superficie di Encelado.